# Trenal
Trenal es una comuna nueva francesa situada en el departamento de Jura, de la región de Borgoña-Franco Condado.

## Historia
Fue creada el 1 de enero de 2017, en aplicación de una resolución del prefecto de Jura de 8 de junio de 2016 con la unión de las comunas de Mallerey y Trenal, pasando a estar el ayuntamiento en la antigua comuna de Trenal.

## Demografía
| Gráfica de evolución demográfica de Trenal entre 1800 y 2013 |
|                                                              |

Los datos entre 1800 y 2013 son el resultado de sumar los parciales de las dos comunas que forman la nueva comuna de Trenal, cuyos datos se han cogido de 1800 a 1999, para las comunas de Mallerey y Trenal de la página francesa EHESS/Cassini. Los demás datos se han cogido de la página del INSEE.

## Composición
| Comuna delegada | Código INSEE | Población (2013) | Superficie (km²) | Densidad (hab./km²) |
| --------------- | ------------ | ---------------- | ---------------- | ------------------- |
| Mallerey        | 39309        | 65               | 2.9              | 22                  |
| Trenal          | 39537        | 371              | 6.64             | 56                  |